# تاركان
تاركان تيفيتوغلو (بالتركية: Tarkan Tevetoğlu) هو أحد من أبرز مطربين في تركيا في مجال أغاني موسيقى البوب تباع ألبوماته بالملايين، حقق تاركان شهرة واسعة في تركيا وأوروبا وأمريكا أيضاً وخاصة بأغنيته المشهورة (خشن – Şımarık) من ألبوم "بموت لك – Ölürüm Sana وأغنية "البوستين" هذه الأغنية ساهمت في شهرة تاركان في العالم، وبعد ذلك أخذ تاركان هذه الأغنية في مفردات "أهتز – Şıkıdım". استانبول بلاك كانت أول شركة تسجيلات لتاركان، والآن "استانبول بلاك" هي شركة مبيعات تاركان "Hitt Music" شراها تاركان في عام 1997.

## حياة تاركان
ولد تاركان في 17 أكتوبر/تشرين الأول عام 1972 في مدينة (الزيي) في ألمانيا، لأسرة تركية الأصل، وعاش طفولته في ألمانيا، هاجر جده إلى شرق ألمانيا، وصدفةً قرر الرجوع بعائلته إلى تركيا في عام 1986، في حين كان عمر تاركان 13 سنة.
دخل تاركان معهد الموسيقى في كاراميورسل، طريقه للشهرة بدأت عندما قررت عائلته العودة إلى إسطنبول في عام 1988، ودخل الجامعة في عام 1990، كانت له أوقات عصيبة في إسطنبول وقرر بأن يعود إلى ألمانيا ولكنه تراجع، قدم تاركان إلى محمد سووتولو مدير شركة "إسطنبول بلاك" وعرض عليه ألبومه (مرة أخرى بدونك - Yine Sensiz)، باع هذا الالبوم 750 ألف نسخة، وأيضا باع ألبومه الثاني (أنت عجايب مرتين - "A-acaiypsin) أكثر من مليوني نسخة في تركيا و750 نسخة في أوروبا، كان هذا أول مطرب تركي أشتهر أوروبيا.
أصبح تاركان نجماً معروفاً، وسافر إلى نيو يورك عام 1994 لأكمال دراسته في جامعة في الولايات المتحدة، درس تاركان اللغة الأنجليزية، وفي عام 1997 نشر البومه (بموت لك - Ölürüm Sana)، هذه الالبوم أنهيت بثلاثة أعوام، تاركان عرف إلى سيزان اكوستو وأوزان جولاكوولو، هذين الشخصين ساعدوا تاركان لأكمال ألبومه، شكرهما تاركان، بعد ذلك ربح تاركان جائزة قناة كرال ميوزيك لأغنيته (خشن - Şımarık).
باع البوم (بموت لك -Ölürüm Sana) أربعة ونصف مليون نسخات في تركيا، وحينما نشر مفردات خشن في أوروبا، فاز بالمرتبة الثالثة في سويسرا وهولندا وفرنسا وألمانيا، وبالمرتبة الأولى في بلجيكا.
ربح تاركان جائزة الديسك الذهبي في كانيس ميديم، وباع هذه المفردات في أوروبا باسم تاركان، وربح جائزة الموسيقى العالمية في موناكو. سافر تاركان إلى أوروبا وأمريكا اللاتينية لتقديم موسيقاه وحفلاته ونال شهرة واسعة حيثما ذهب. في عام 2000 باع ألبوم (كوكتيل- Karma) وأربعة مفردات أغاني له باسم (Kuzu Kuzu«تمايل»).

## تاركان 2007
إن آخر ألبومات تاركان هو:"Tarkan - Metamorfoz 2007 Osiris DK"، الذي يعني بالعربية التحول أو التغير، شمل الأبوم عشر أغاني جميعها باللغة التركيـة، منها 7 أغاني من كلمات تاركان، وقد نزل الالبوم في ليلة الميلاد 25/12/2007، وصور تاركان من الالبوم الأغنية Vay Anam Vay مؤخراً بفيديو كليب ضخم، ولقد بيع خلال أول اسبوع من طرح هذا الالبوم ما يقارب 300000 نسخة.

## البوماته
1. مرة أخرى بدونك (Yine Sensiz) عام 1992
2. عجايب مرتين (A-acaiypsin) عام 1994
3. بموت فيك (Ölürüm Sana) عام 1997
4. كوكتيل (Karma) عام 2001
5. أمرأء (حلو) (Dudu)عام 2004

## مفرداته
1. تمايل (Kuzu Kuzu)عام 2001
2. هوب (Hüp)عام 2001
3. الارتداد (Bounce) عام 2005

Tarkan - Metamorfoz-2008

## البومات عالمية
1. تاركان 1999
2. تعال حبيبي (Come Closer) 2006
3. Karma، كوكتيل، 2001
4. Tarkan - Metamorfoz 2007 Osiris DK، ويعني بالعربية: التحول، 2007.
5. Uyan Uyan 2009

Sevdanın Son Vuruşu 2010

## مفرداته العالمية
1. خشن (Şımarık) عام 1999
2. هز (Şıkıdım) عام 1999
3. الليلة (Bu Gece) عام 1999
4. الارتداد «نسخة ألمانية» (Bounce)عام 2006
5. Start The Fire عام (2006)
6. علي الرغم من كل شيء (herşeye rağmen)عام 2011

## روابط خارجية
- تاركان على موقع IMDb (الإنجليزية)
- تاركان على موقع ميوزك برينز (الإنجليزية)
- تاركان على موقع أول ميوزيك (الإنجليزية)
- تاركان على موقع ديسكوغز (الإنجليزية)